# Barris de Vitòria

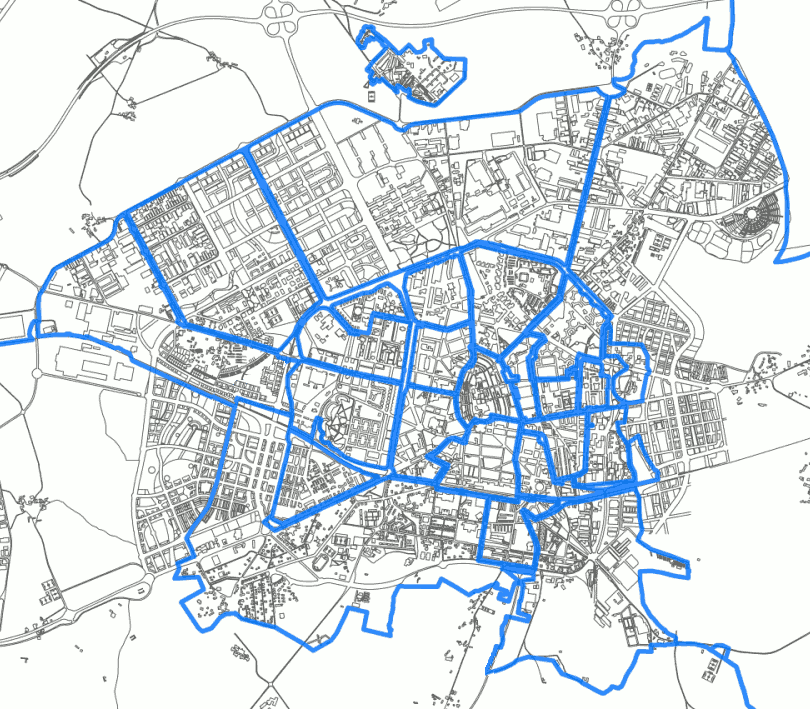
Plànol del nucli urbà de Vitòria

Els barris de Vitòria (en basc Gasteizko auzoak) són la divisió administrava de la ciutat de Vitòria (Àlaba, País Basc).
A Vitòria hi diversos districtes, que estan dividits en barris, mentre que la resta de barris no s'inclouen en cap districte concret han estat classificats en funció de la posició relativa que ocupen respecte a la seva posició amb el Nucli Històric de la Ciutat.

## Nord

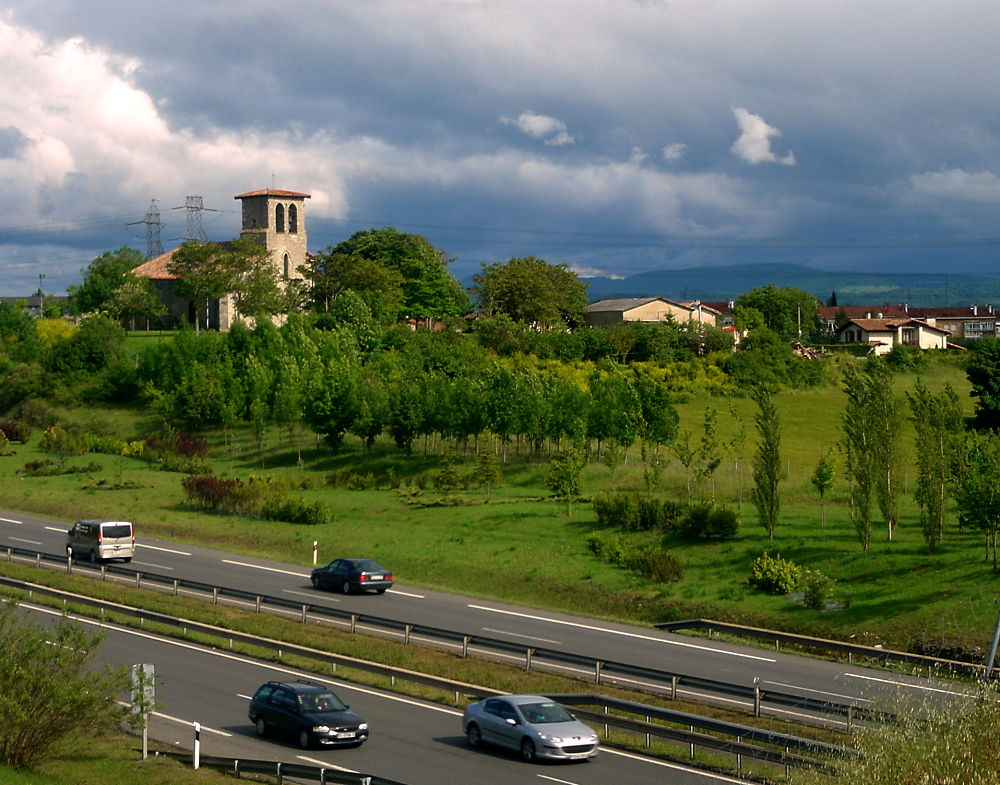
Abetxuku es troba en un turó, junt a l'autovia A-1.

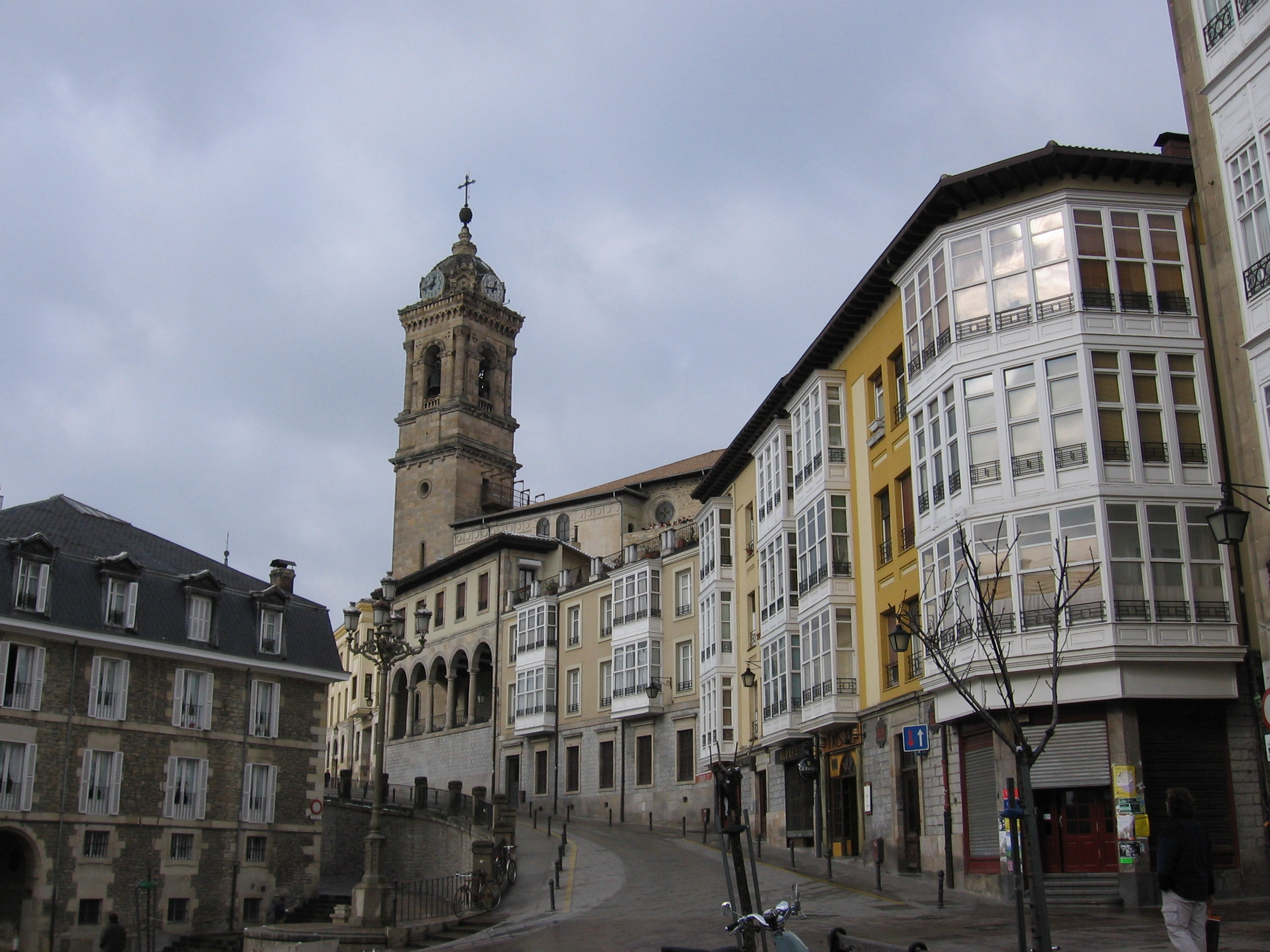
Imatge de la plaça del machete i l'Església de San Vicente al nucli antic de Vitòria.

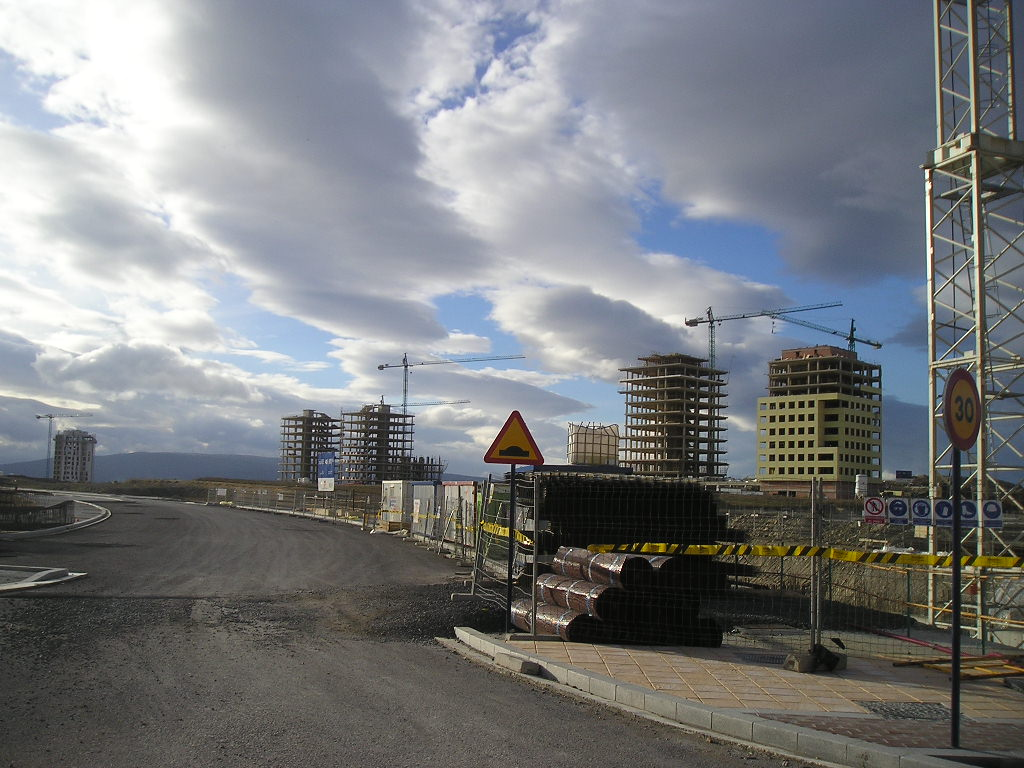
Districte de Zabalgana en construcció.

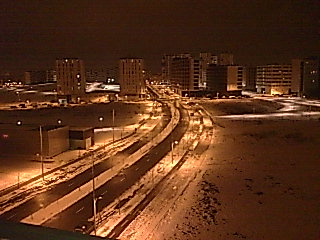
Vista nocturna de Mariturri.

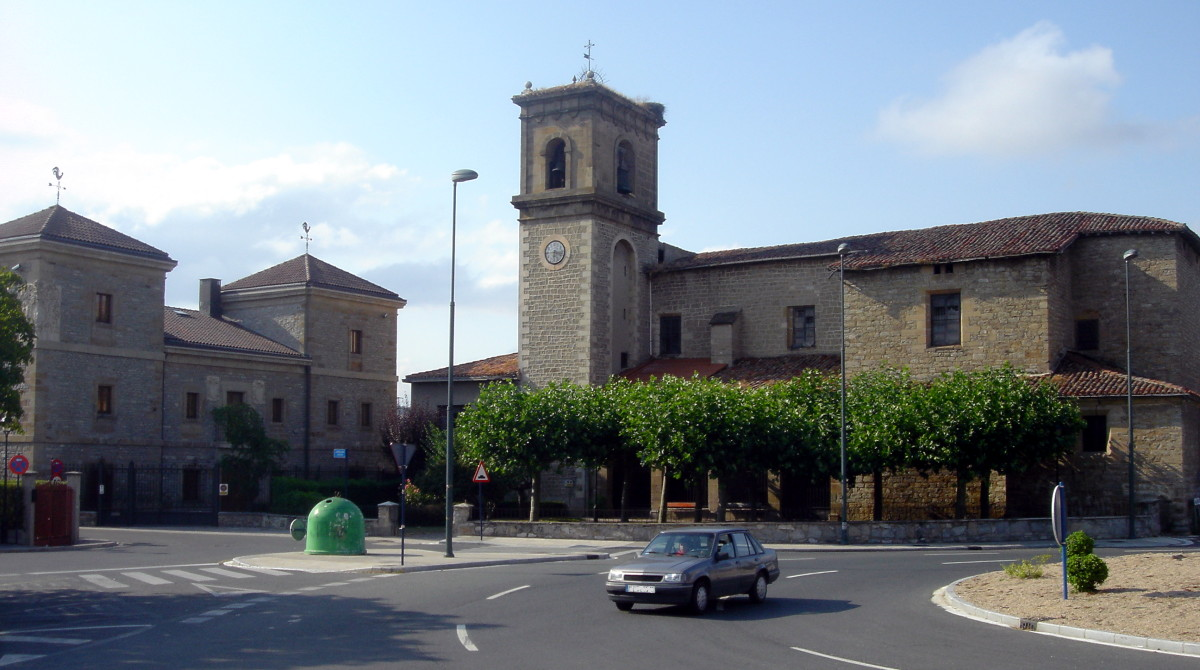
Església de Gamarra.

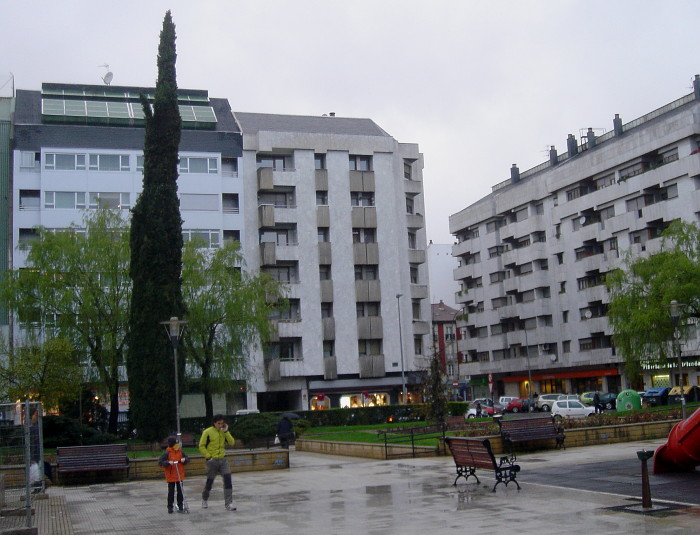
Plaça de Santa Bárbara, a Desamparados

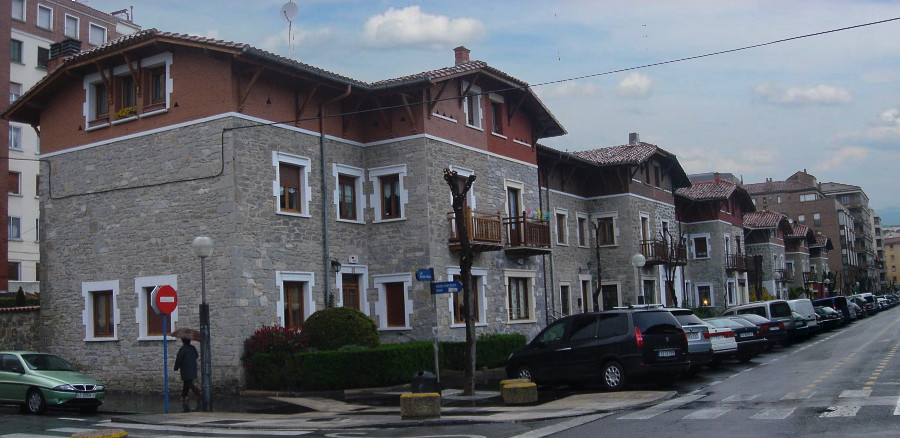
Les casas baratas de Judizmendi.

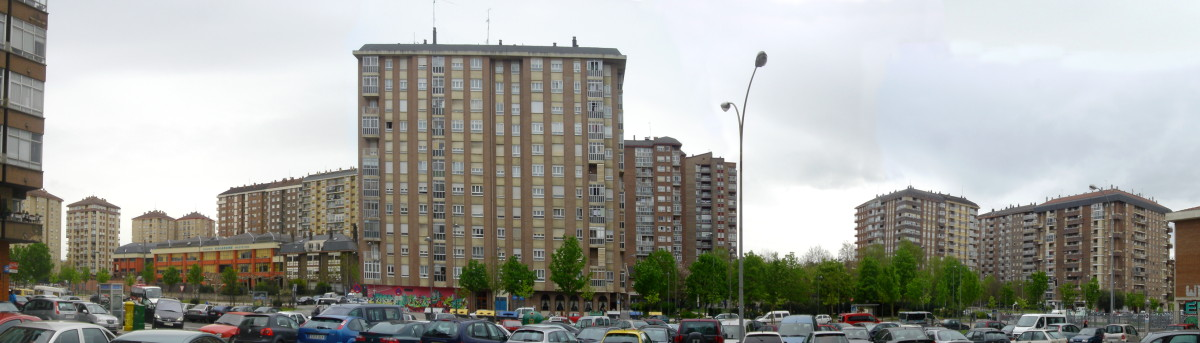
Vistes de l'oest del barri de Santa Lucia.

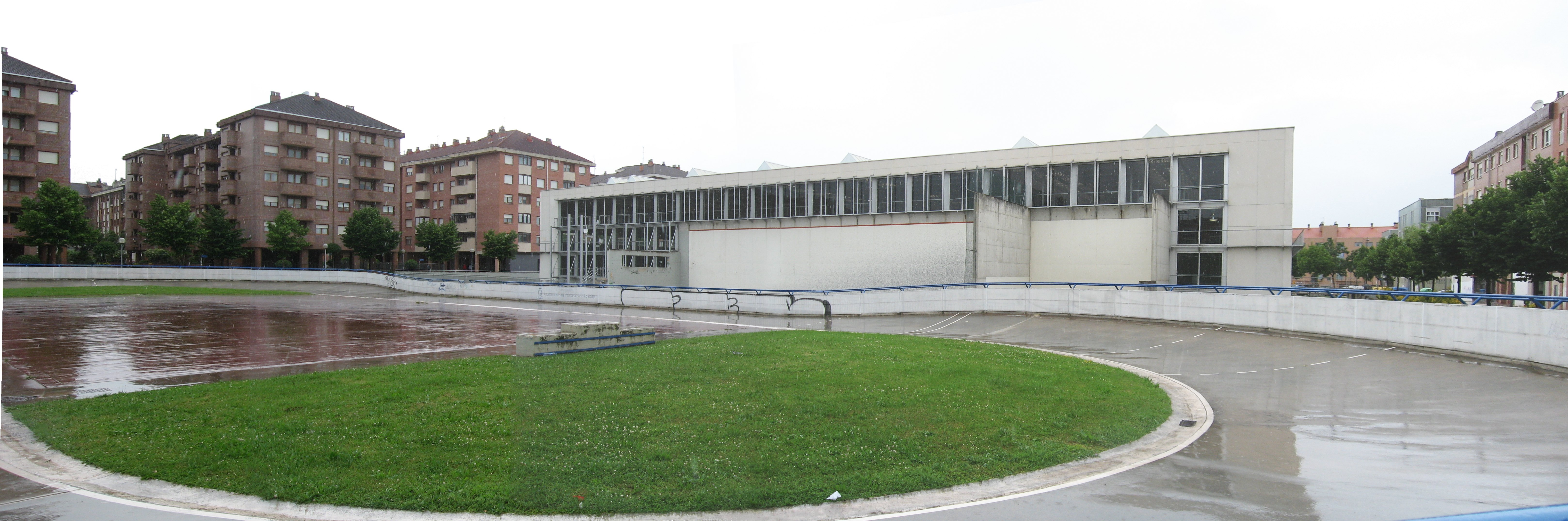
Barri d'Ariznavarra i el seu centre cívic

- Abetxuku
- Zaramaga
- El Pilar
- Districte de Lakua: 
  - Lakua (Central),
  - Arriaga-Lakua,
  - Lakuabizkarra
  - Ibaiondo.

## Centre
- Casco Viejo
- Ensanche
- Lovaina
- Coronación

## Centre-oest
- Txagorritxu
- San Martín
- Gazalbide.

## Perifèria oest
- Sansomendi
- Ali-Gobeo
- Districte de Zabalgana
  - Zabalgana
  - Mariturri
  - Aldaia
  - Borobizkarra
  - Elejalde.

## Nord-est
- Aranzabela
- Arana
- Arambizcarra, Arambizkarra,
- Santiago
- El Anglo.
- Antics pobles:
  - Betoño
  - Eskalmendi
  - Gamarra Menor
  - Gamarra Mayor.

## Est
- Desamparados
- Judizmendi
- Santa Lucía
- Districte de Salburua: 
  - Salburua
  - San Tomás
  - Ibaialde
  - Arcayate.
- Antic poble d'Elorriaga.

## Sud-est
- Adurtza
- San Kristobal
- Errekaleor
- Polígons de:
  - Oritiasolo
  - Venta La Estrella.
- Antics pobles:
  - Arrechavaleta
  - Gardelegui.

## Sud-oest
- Ariznavarra
- Armentia
- Districte de Mendizorrotza
  - Mendizorrotza
  - El Batán
  - Ciudad Jardín
- Campus Universitari.